# Smaljavitjy
Smaljavitjy (belarusiska: Смалявічы) är en stad i Belarus. Den ligger i voblasten Minsks voblast, i den centrala delen av landet, 40 km öster om huvudstaden Mіnsk. Smaljavitjy ligger 175 meter över havet och antalet invånare är 16 547.

## Natur
Terrängen runt Smaljavitjy är platt. Närmaste större samhälle är Zjodzіna, 17,9 km nordost om Smaljavitjy.

## Sport
- FK Smaljavitjy fotbollsklubb;
- Aziornij stadion, (kapacitet: 1.600)